# オハイオ郡 (ケンタッキー州)

ケンタッキー州内の位置

オハイオ郡（Ohio County）は、アメリカ合衆国ケンタッキー州内に位置する郡である。人口は22,916人（2000年）。郡庁所在地はハートフォードである。この郡は北部境界を形成する、オハイオ川の名を取って命名された。

## 地理
アメリカ合衆国統計局によると、この郡は総面積1,546 km2 (597 mi2) である。このうち1,538 km2 (594 mi2) が陸地で8 km2 (3 mi2) が水地域である。総面積の0.49%が水地域となっている。

### 隣接する郡
- ハンコック郡  (北)
- ブレッキンリッジ郡  (北東)
- グレイソン郡  (東)
- バトラー郡  (南東)
- ミューレンバーグ郡  (南西)
- マクリーン郡  (西)
- デイビース郡  (北西)

## 人口動勢
2000年国勢調査で、この郡は人口22,916人、8,899世帯、及び6,585家族が暮らしている。人口密度は15/km2 (39/mi2) である。6/km2 (17/mi2) の平均的な密度に9,909軒の住宅が建っている。この都市の人種的な構成は白人97.71%、アフリカン・アメリカン0.75%、先住民0.19%、アジア0.20%、太平洋諸島系0.03%、その他の人種0.45%、及び混血0.67%である。ここの人口の1.01%はヒスパニックまたはラテン系である。
この郡内の住民は24.90%が18歳未満の未成年、18歳以上24歳以下が8.60%、25歳以上44歳以下が27.50%、45歳以上64歳以下が24.60%、及び65歳以上が14.40%にわたっている。中央値年齢は38歳である。女性100人ごとに対して男性は96.60人である。18歳以上の女性100人ごとに対して男性は94.20人である。
この郡内の世帯ごとの平均的な収入は29,557米ドルであり、家族ごとの平均的な収入は34,970米ドルである。男性は29,778米ドルに対して女性は19,233米ドルの平均的な収入がある。この郡の一人当たりの収入 (per capita income) は15,317米ドルである。人口の17.30%及び家族の13.90% は貧困線以下である。全人口のうち18歳未満の21.90%及び65歳以上の15.70%は貧困線以下の生活を送っている。

## 都市及び町
- ハートフォード（郡庁所在地）
- ビーバーダム
- センタータウン
- フォーズビル
- ロックポート
- McHenry
- Rosine